# Misumenops conspersus
Misumenops conspersus là một loài nhện trong họ Thomisidae.
Loài này thuộc chi Misumenops. Misumenops conspersus được Eugen von Keyserling miêu tả năm 1880.